# Kader Abdolah
Hossein Sadjadi Qaemmaqami Farahani (Perzisch: حسین سجادی قائم‌مقامی فراهانی) (Arak, 12 november 1954), beter bekend onder het pseudoniem Kader Abdolah luisterⓘ(Perzisch: قادر عبدالله),  is een Perzisch-Nederlandse schrijver. In 1988 vestigde hij zich in Nederland.

## Levensloop
Kader Abdolah groeide op in een religieuze familie, in een streek waar de islam streng werd nagevolgd. Zijn vader was een dove tapijtrestaurateur met een verstandelijke beperking. De beperking van zijn vader zorgde ervoor dat Abdolah geen gemakkelijke jeugd had, omdat hij de vaderrol op zich moest nemen. Omdat hij hoopte ooit zijn betovergrootvader Qhaem Megham Ferahni na te volgen en schrijver te worden, verdiepte hij zich vanaf zijn twaalfde jaar in de Westerse literatuur. Hierdoor raakte hij ook geïnteresseerd in de Westerse samenleving. Die interesse werd nog verder gevoed tijdens het heimelijk luisteren naar Westerse radiostations en naar verzetszenders.
Aan de Universiteit van Teheran studeerde hij in 1977 af in natuurkunde. In die periode sloot hij zich aan bij een linkse politieke partij die zich verzette tegen het bewind van de sjah en later tegen dat van de ayatollahs. Hij schreef voor een illegaal blad en publiceerde in 1980 twee clandestiene verhalenbundels onder de naam Kader Abdolah met de titel Wat willen de Koerden zeggen?. Deze naam nam hij aan als eerbetoon aan twee vrienden, tevens studiegenoten en door de overheid geëxecuteerde partijleden: Kader en Abdolah. Een van hen werd tijdens het bewind van sjah Mohammed Reza Pahlavi geëxecuteerd, de ander onder het regime van Khomeini.
Na zijn opleiding werkte hij als directeur van een emballagefabriek en zette hij zijn politieke activiteiten voort. Deze activiteiten resulteerden erin dat hij in 1985 uit Iran moest vluchten. Op uitnodiging van de Verenigde Naties kwam hij als politiek vluchteling naar Nederland. Hij belandde in 1988 in een asielzoekerscentrum in Apeldoorn en kreeg vervolgens een huis in Zwolle toegewezen. Daar ging Abdolah werken in een natuurhistorisch museum en in een conservenfabriek. In zijn boek Papegaai vloog over de IJssel (2014) beschrijft hij zijn persoonlijke ervaringen in en rond die stad en Zalk, Wilsum, 's-Heerenbroek en Veecaten. Over zijn ervaringen in Zalk noemt hij Klazien Rotstein-van den Brink (1919-1997). In 2003 verhuisde hij naar Delft.
In 2006 werd Abdolah gastschrijver aan de Universiteit Leiden. In het kader van die functie gaf hij werkcolleges en lezingen.
Abdolah maakte zich de Nederlandse taal eigen met behulp van onder meer de kinderboeken van Annie M.G. Schmidt en van Nederlandstalige poëzie. Worstelend met de taal begon hij zijn verhalen in het Nederlands te schrijven. In 1993 debuteerde hij met de verhalenbundel De adelaars, die meteen bekroond werd met de belangrijke debutantenprijs Het Gouden Ezelsoor.
Abdolah schreef van 1996 tot 2011 wekelijks een column in de Volkskrant onder het pseudoniem 'Mirza'. Mirza is in het Perzisch 'kroniekschrijver' en is ook de naam van Abdolah's betovergrootvader. Zijn laatste column voor de Volkskrant verscheen op 21 februari 2011. Sinds 2013 schrijft hij elke vier weken Kaders Kijk op 'Nederland en haar eigen aardigheden' voor tijdschrift Zin. Abdolahs werken gaan over het leven in en tussen twee culturen en over het leven in de diaspora.
Abdolah schreef het boekenweekgeschenk van 2011, met als thema 'curriculum vitae - geschreven portretten'. Zijn novelle droeg de titel De kraai.

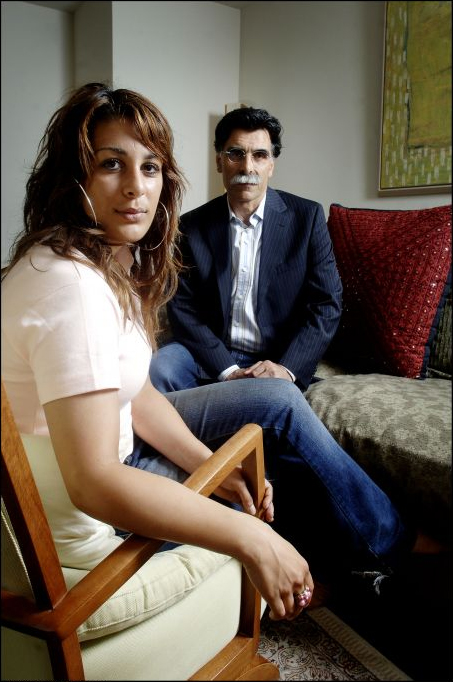
Kader Abdolah en zijn dochter.

Uitgeverij De Geus was jarenlang de uitgever van het werk van Kader Abdolah. Met ingang van zijn roman 'Papegaai vloog over de IJssel' (2014) worden zijn boeken uitgegeven door uitgeverij Prometheus.

## Prijzen en nominaties
- Gouden Ezelsoor (best verkochte debuut) 1994 voor De adelaars.
- Charlotte Köhler Stipendium 1995 voor De meisjes en de partizanen.
- De meisjes en de partizanen zat zowel bij de AKO Literatuurprijs als bij de Libris Literatuur Prijs bij de laatste selectie.
- Ook De reis van de lege flessen stond op de longlist van de Libris Literatuur Prijs.
- ASN-ADO-Mediaprijs 1997 voor Mirza.
- Mundial Award voor zijn landelijke verdiensten op het gebied van internationale samenwerking, vrede en veiligheid.
- Ter gelegenheid van Koninginnedag 2000 benoemd tot Ridder in de Orde van de Nederlandse Leeuw voor zijn inzet op het gebied van literatuur, internationale samenwerking en vrede.
- E. du Perronprijs 2001 voor Spijkerschrift.
- Het huis van de moskee is in de Boekenweek van 2007 verkozen tot het op een na beste Nederlandse boek, na De ontdekking van de hemel van Harry Mulisch.
- De Franse onderscheiding 'chevalier dans l’Ordre des arts et des lettres' in 2008 bij het verschijnen van de Franse vertaling van Het huis van de moskee.
- Eredoctoraat 2009 aan de Rijksuniversiteit Groningen.[2]